# Stickvalv

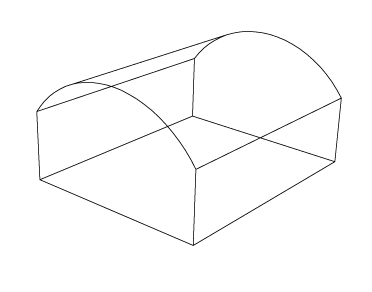
Stickvalv

Ett stickvalv är ett valv som består av överdelen av en cylinder, vanligen placerad ovanför ett rektangulärt rum.
Stickvalvet motsvaras i två dimensioner av segmentbågen.